# Burnley Football Club
Maillots
Actualités
Le Burnley Football Club est un club anglais de football fondé en 1882 et installé à Burnley, dans le Lancashire. Le club évolue en Championship. Le surnom des Clarets, donné aux joueurs du club, fait référence à la couleur prédominante de leur maillot quand ils évoluent à domicile, couleur qui a été adoptée avec le bleu durant la saison 1910-1911 en référence au club dominant le football anglais de l'époque, Aston Villa.
Le club a pour palmarès national deux Premier League (1921 et 1960) et une FA Cup (en 1914), remportée juste avant la Grande Guerre.
Après une saison passée en EFL Championship (deuxième division anglaise), le club remonte en Premier League pour la saison 2023-2024.

## Historique

### Fondation et débuts (1882-1912)
Fondé en 1882, issu du club de rugby Burnley Rovers, le club adopte un statut professionnel en 1883 et rejoint la League dès sa fondation en 1888.

### D'une guerre à une autre (1912-1945)
Le 23 février, 54 775 spectateurs assistent à la réception d'Huddersfield Town, ce qui constitue le record d'affluence du club.

### Âge d'or du club (1946-1976)
- Coupe d'Europe : le club effectue un remarquable parcours en Coupe des clubs champions européens 1960-1961 en atteignant les 1/4 de finale. Après avoir éliminé le Stade de Reims au premier tour, Burnley accueille le club allemand de Hambourg SV. Dans le stade de Turf Moor, devant 50 000 spectateurs, Burnley gagne le match aller 3-1. Le troisième but est marqué à la 72e minute par Robson, le Hambourgeois Doerfel réduisant le score à la 75e minute. Ce but allemand se révèlera déterminant, puisque Hambourg gagnera le match retour 4-1 et continuera sa route[3].

### Maintien en deuxième division et tentatives avortées en première division (depuis 2000)
En février 2000, Burnley a réalisé l'un des plus symbolique transterts de son histoire,en s’attachant les services de l’ancien buteur d’Arsenal, Ian Wright, qui a signé gratuit depuis le Celtic Glasgow, à une date qui marquera finalement la fin de sa carrière, conclue sous les couleurs du club. Ce fut un coup marketing astucieux, mûrement réfléchi par l’entraîneur de Burnley, Stan Ternent. Non seulement Wright a permis d’attirer une attention médiatique massive sur les Clarets, d’augmenter la fréquentation du stade et les ventes de produits dérivés, mais il a aussi contribué sportivement à propulser l’équipe hors de la 1st Division.
Burnley a remporté sept de ses huit derniers matchs pour décrocher, de manière spectaculaire, une promotion automatique lors de la dernière journée sur le terrain de Scunthorpe.
Micky Mellon et Glen Little ont été les buteurs ce jour-là, mais surtout Ian Wright, qui s’était distingué en marquant des buts décisifs contre Gillingham, Reading, Notts County et Brentford.
En 2009, Burnley réussit à remonter en Premier League. Mais le club redescendra vite sur terre puisqu'il ne repassera qu'une saison au plus haut niveau, terminant  18e avec cinq points de retard sur le premier non-relégable, West Ham United. C'est la fin du rêve pour les Clarets.
En 2014 Burnley accède à nouveau en Premier League, terminant la saison 2013-2014 à la  deuxième position de Championship.
En 2023, après une saison en deuxième division, Burnley est de nouveau promu au Premier League.

## Palmarès et records
| \| Championnats nationaux \| Coupes nationales et régionales \| Compétitions internationales \| \| - Championnat d'Angleterre (2) : - Champion : 1921 et 1960. - Vice-champion : 1920, 1962. - Championnat d'Angleterre de deuxième division (4) : - Champion : 1898, 1973, 2016 et 2023. - Vice-champion : 1913, 1947, 2014 et 2025. - Vainqueur des play-offs : 2009. - Championnat d'Angleterre de troisième division (1) : - Champion : 1982. - Vice-champion : 2000. - Vainqueur des play-offs : 1994. - Championnat d'Angleterre de quatrième division (1) : - Champion : 1992. \| - Coupe d'Angleterre (1) : - Vainqueur : 1914. - Finaliste : 1947 et 1962. - Coupe de la Ligue (0) : - Meilleur parcours : 1/2 finale (1961, 1969, 1983 et 2009). - Community Shield (2) : - Vainqueur : 1973. - Partagé : 1960. - Finaliste : 1921. - Football League Trophy (0) : - Finaliste : 1988. - FA Youth Cup (1) : - Vainqueur : 1968. - Central League (3) : - Vainqueur : 1949, 1962 et 1963. - Lancashire Senior Cup (12) : - Vainqueur : 1890, 1915, 1950, 1952, 1960, 1961, 1962, 1965, 1966, 1970, 1972 et 1993. \| - Ligue des champions (0) : - Participation : 1 - Meilleur parcours : 1/4 de finale (1961). - Coupe des villes de foires (0) : - Participation : 1 - Meilleur parcours : 1/4 de finale (1967). - Coupe anglo-écossaise (1) : - Vainqueur : 1979. - Texaco Cup (0) : - Finaliste : 1974. \| | | |
| Championnats nationaux | Coupes nationales et régionales | Compétitions internationales |
| - Championnat d'Angleterre (2) : - Champion : 1921 et 1960. - Vice-champion : 1920, 1962. - Championnat d'Angleterre de deuxième division (4) : - Champion : 1898, 1973, 2016 et 2023. - Vice-champion : 1913, 1947, 2014 et 2025. - Vainqueur des play-offs : 2009. - Championnat d'Angleterre de troisième division (1) : - Champion : 1982. - Vice-champion : 2000. - Vainqueur des play-offs : 1994. - Championnat d'Angleterre de quatrième division (1) : - Champion : 1992. | - Coupe d'Angleterre (1) : - Vainqueur : 1914. - Finaliste : 1947 et 1962. - Coupe de la Ligue (0) : - Meilleur parcours : 1/2 finale (1961, 1969, 1983 et 2009). - Community Shield (2) : - Vainqueur : 1973. - Partagé : 1960. - Finaliste : 1921. - Football League Trophy (0) : - Finaliste : 1988. - FA Youth Cup (1) : - Vainqueur : 1968. - Central League (3) : - Vainqueur : 1949, 1962 et 1963. - Lancashire Senior Cup (12) : - Vainqueur : 1890, 1915, 1950, 1952, 1960, 1961, 1962, 1965, 1966, 1970, 1972 et 1993. | - Ligue des champions (0) : - Participation : 1 - Meilleur parcours : 1/4 de finale (1961). - Coupe des villes de foires (0) : - Participation : 1 - Meilleur parcours : 1/4 de finale (1967). - Coupe anglo-écossaise (1) : - Vainqueur : 1979. - Texaco Cup (0) : - Finaliste : 1974. |

## Joueurs et personnalités du club

### Entraîneurs
Le tableau suivant présente la liste des entraîneurs du club depuis 1884.
| Rang | Nom                 | Période   |
| ---- | ------------------- | --------- |
| 1    | Harry Bradshaw      | 1884-1899 |
| 2    | Ernest Mangnall     | 1900-1903 |
| 3    | Spen Whittaker      | 1903-1910 |
| 4    | Richard Wadge       | 1910      |
| 5    | John Haworth        | 1910-1924 |
| 6    | Albert Pickles      | 1925-1932 |
| 7    | Tom Bromilow        | 1932-1935 |
| 8    | Selection Committee | 1935-1945 |
| 9    | Cliff Britton       | 1945-1948 |
| 10   | Frank Hill          | 1948-1954 |
| 11   | Alan Brown          | 1954-1957 |
| 12   | Billy Dougall       | 1957-1958 |
| 13   | Harry Potts         | 1958-1970 |

| Rang | Nom                        | Période   |
| ---- | -------------------------- | --------- |
| 14   | Jimmy Adamson              | 1970-1976 |
| 15   | Joe Brown                  | 1976-1977 |
| 16   | Harry Potts                | 1977-1979 |
| 17   | Brian Miller               | 1979-1983 |
| 18   | John Bond                  | 1983-1984 |
| 19   | John Bond                  | 1984-1985 |
| 20   | Martin Buchan              | 1985      |
| 21   | Tommy Cavanagh             | 1985-1986 |
| 22   | Brian Miller               | 1986-1989 |
| 23   | Frank Casper               | 1989-1991 |
| 24   | Jimmy Mullen               | 1991-1996 |
| 25   | Clive Middlemass (intérim) | 1996      |
| 26   | Adrian Heath               | 1996-1997 |

| Rang | Nom                    | Période   |
| ---- | ---------------------- | --------- |
| 27   | Chris Waddle           | 1997-1998 |
| 28   | Stan Ternent           | 1998-2004 |
| 29   | Steve Cotterill        | 2004-2007 |
| 30   | Steve Davis (intérim)  | 2007      |
| 31   | Owen Coyle             | 2007-2010 |
| 32   | Brian Laws             | 2010      |
| 33   | Stuart Gray (intérim)  | 2010-2011 |
| 34   | Eddie Howe             | 2011-2012 |
| 35   | Sean Dyche             | 2012-2022 |
| 36   | Mike Jackson (intérim) | 2022-2022 |
| 37   | Vincent Kompany        | 2022-2024 |
| 38   | Scott Parker           | 2024-     |

### Effectif professionnel actuel
Le premier tableau liste l'effectif professionnel du Burnley FC pour la saison 2025-2026. Le second recense les prêts effectués par le club lors de cette même saison.
En grisé, les sélections de joueurs internationaux chez les jeunes mais n'ayant jamais été appelés aux échelons supérieurs une fois l'âge-limite dépassé ou les joueurs ayant pris leur retraite internationale.

### Joueurs emblématiques
- Tommy Cassidy
- John Connelly
- Brian Flynn
- Paul Gascoigne
- Billy Hamilton
- Colin McDonald
- Ian Wright
- Gary Cahill
- Willie Morgan
- Tommy Hutchison
- Jay Rodriguez
- Kieran Trippier
- Michael Keane
- Alan Moore

## Identité du club

### Logos

Logo entre 1960 et 1969 ainsi que durant la saison 2009-2010.
Logo entre 2010 et 2015.
Logo entre 2015 et 2023.
Logo depuis 2023.

## Stade
Burnley Football Club joue ses matchs à domicile dans son stade de Turf Moor depuis le 17 février 1883. Celui-ci dispose de 21 401 places .

## Supporters
Les supporters de Burnley proviennent principalement de l’Est du Lancashire et de l’Ouest du Yorkshire. Le club est l’un des mieux soutenus du football anglais en proportion de la population, avec une affluence moyenne d’environ 21 000 spectateurs en Premier League, dans une ville d’environ 78 000 habitants. Le premier club de supporters de Burnley a été fondé au début de l’année 1932, et depuis, de nombreux groupes de fans ont vu le jour à travers le Royaume-Uni et à l’étranger.
Depuis les années 1990, les fans du club entretiennent une amitié durable avec les supporters de l’équipe néerlandaise Helmond Sport, et plusieurs supporters de Burnley et Helmond se rendent régulièrement à l’étranger pour assister aux matchs de l’autre club. Lors des saisons 2022–2023 et 2023–2024, Helmond Sport a adopté un maillot extérieur grenat et bleu en hommage à Burnley.
Un chant fréquemment entonné depuis le début des années 1970 est « No Nay Never », une adaptation de la chanson « The Wild Rover », dont les paroles visent à offenser les principaux rivaux, les Blackburn Rovers. Au début des années 1980, un groupe de hooligans appelé le Suicide Squad est apparu au sein des supporters de Burnley. Ce groupe a ensuite été présenté dans la série documentaire sur le hooliganisme “The Real Football Factories”, diffusée en 2006. En 2011, 12 de ses membres ont été condamnés à un total de 32 ans de prison, à la suite d’un incident très médiatisé avec les supporters de Blackburn en 2009. Le groupe a été dissous après le verdict.
Parmi les supporters célèbres de Burnley figurent le pionnier du football Jimmy Hogan, qui assistait régulièrement aux matchs à Turf Moor ; le journaliste Alastair Campbell, régulièrement impliqué dans les événements du club ; et le joueur de cricket James Anderson, qui a également travaillé à temps partiel au guichet du club. Le roi Charles III est également un supporter du club, tout comme le cardinal sud-africain Wilfrid Napier.